# Нью-Періс (Індіана)
Нью-Періс (англ. New Paris) — переписна місцевість (CDP) в США, в окрузі Елкгарт штату Індіана. Населення — 1587 осіб (2020).

## Географія
Нью-Періс розташований за координатами 41°30′2″ пн. ш. 85°49′29″ зх. д. / 41.50056° пн. ш. 85.82472° зх. д. (41.500497, -85.824851).  За даними Бюро перепису населення США в 2010 році переписна місцевість мала площу 3,45 км², уся площа — суходіл.

## Демографія
Згідно з переписом 2010 року, у переписній місцевості мешкали 1494 особи в 527 домогосподарствах у складі 409 родин. Густота населення становила 433 особи/км².  Було 554 помешкання (161/км²).
Расовий склад населення:
| - 98,1 % — білих - 0,2 % — корінних американців - 0,1 % — чорних або афроамериканців - 0,1 % — азіатів |

До двох чи більше рас належало 0,7 %. Частка іспаномовних становила 3,2 % від усіх жителів.
За віковим діапазоном населення розподілялося таким чином: 30,3 % — особи молодші 18 років, 59,9 % — особи у віці 18—64 років, 9,8 % — особи у віці 65 років та старші. Медіана віку мешканця становила 32,4 року. На 100 осіб жіночої статі у переписній місцевості припадало 99,2 чоловіків;  на 100 жінок у віці від 18 років та старших — 93,9 чоловіків також старших 18 років.
Середній дохід на одне домашнє господарство  становив 49 337 доларів США (медіана — 36 567), а середній дохід на одну сім'ю — 56 690 доларів (медіана — 46 477). За межею бідності перебувало 8,9 % осіб, у тому числі 21,0 % дітей у віці до 18 років та 0,0 % осіб у віці 65 років та старших.
Цивільне працевлаштоване населення становило 628 осіб. Основні галузі зайнятості: виробництво — 43,3 %, освіта, охорона здоров'я та соціальна допомога — 26,3 %, мистецтво, розваги та відпочинок — 7,6 %, роздрібна торгівля — 7,3 %.